# Arnold Sherwood Tannenbaum
Arnold Sherwood Tannenbaum (* 1925) war bis zu seinem Eintritt in den Ruhestand am 31. Dezember 1987 ein US-amerikanischer Psychologe und Professor für Psychologie am College of Literature, Science, and the Arts, sowie Research Scientist des Survey Research Center im Institute for Social Research der University of Michigan.

## Leben
Von 1944 bis 1946 leistete Tannenbaum seinen Dienst in der US-Navy. Dabei hatte er die Gelegenheit, 1945 einen ersten Abschluss als Bachelor of Engineering (B.S.E.E., Elektrotechnik) der Purdue University zu erlangen. Er kam mit dem Center for Group Dynamics in Kontakt als es vom Massachusetts Institute of Technology an die Syracuse University umzog. Das Center beschäftigte sich mit Organizational Behavior und war durch Kurt Lewin geprägt. In Syracuse studierte er Psychologie und Soziologie und erlangte 1954 sein Ph.D. Sein Doktorvater war Floyd Allport. Tannenbaum blieb beim Center for Group Dynamics, als es 1949 an die University of Michigan wechselte.
1958 wurde er Assistant Program Director, 1958 Program Director und 1973 zum Research Scientist ernannt. Parallel dazu verlief seine Universitätskarriere, wo er 1963 eine Juniorprofessur und ab 1967 eine volle Professur erhielt. Tannenbaum verbrachte sein ganzes Leben in Michigan und wurde 1987 emeritiert.
1976 ehrte die Universität Göteborg Tannenbaum mit einem Ehrendoktortitel. Des Weiteren wurde Tannenbaum mit einer Fellowship des Fulbright-Programms, einer Maxwell Fellowship in Social and Political Psychology und einer Fellowship des German Marshall Fund ausgezeichnet.

## Forschung
Während seiner Karriere verfolgte Tannenbaum verschiedene Forschungsansätze. Dabei kristallisierten sich zwei Grundmuster heraus, die seine Arbeit kennzeichnen. Zum einen beschäftigte sich Tannenbaum mit den Grundlagen der Macht und der Steuerung in formalen Organisationen, die Konsequenzen für Macht und Steuerung, wenn man Verhaltensweisen änderte. Tannenbaums schon 1966 veröffentlichte Grundthese war, dass Hierarchien zersetzend wirken und Opposition gegen die Führenden erzeugen. Um das Ruder in der Hand zu behalten, musste Management nach dieser These Macht aufgeben. Empirisch konnte Tannenbaum seine Thesen in den Ortsverbänden von Gewerkschaften untersuchen, wo er feststellte, dass sowohl Management als auch einfache Mitglieder mehr Kontrolle ausüben konnten, als in höheren Ebenen der Gewerkschaftsorganisation. Diese auf den ersten Blick paradox erscheinende Beobachtung erklärt sich, wenn man Macht nicht als ein fixes Quantum betrachtet, bei dem einer verliert, wenn der andere dazugewinnt, sondern dass die Macht durch Partizipation auch vermehrt in Organisationen vorkommen kann. Zur Auswertung seiner Ergebnisse verwendete Tannenbaum Kontrollgraphen, die bis heute in den Sozialwissenschaften verwendet werden.
Der zweite Forschungsschwerpunkt betrifft Hierarchien und wie sich unterschiedliche Formen von Hierarchien auf die Mitglieder einer Organisation auswirkten sowie deren Einfluss auf die Leistungsfähigkeit der Organisationen. Bemerkenswert früh befasste sich Tannenbaum mit kulturellen Unterschieden in Hierarchien und Steuerungsmitteln. Um diese Forschungen durchzuführen bediente sich Tannenbaum eines weit verzweigten Netzwerks von Forschern in mehreren Ländern. Die daraus resultierenden, zahlreichen Veröffentlichungen werden heute als Klassiker der kollaborativen Forschung zur Untersuchung formaler Organisationen betrachtet.

## Schriften

### Bücher
- (1958) Participation in union locals, mit Robert Louis Kahn
- (1966) Social Psychology of the Work Organization
- (1968) Control in Organizations (Management)
- (1974) Heirarchy (i. e.) in Organizations (Management)
- (1981) Employee Ownership, mit Michael Conte
- (1986) Authority and reward in organizations; mit Tamás Rozgonyi, European Coordination Centre for Research and Documentation in Social Sciences, University of Michigan. Survey Research Center

### Kapitel
- Control Theory (Using the Control Graph); in John B. Miner (2015) Organizational Behavior 2

### Artikel
- (1956) Control Structure and Union Functions; American Journal of Sociology; Vol. 61, No. 6 (May, 1956), pp. 536-545
- (1956) The Concept of Organizational Control; Journal of Social Issues, 12(2); Seite 50–60
- (1957) A Study of Organizational Effectiveness; American Sociological Review 22(5):534-540. (mit Basil S. Georgopoulos)
- (1961) The adaptability of older workers to technological change; performance of older and younger workers in industrial retraining courses ([Ann Arbor] Survey Research Center, Institute for Social Research, University of Michigan, 1961), by Gary G. Grenholm, Arnold Sherwood Tannenbaum, United States Bureau of Labor Statistics, and University of Michigan Survey Research Center